# عرافة (فلم)
عرافة (بالإنجليزية: Hex) هو فيلم رعب قصير نيجيري صدرَ عام 2015 من إخراج كلارنس بيترز. عُرض لأول مرةٍ في الثاني عشر من تشرين الثاني/نوفمبر 2015 خلال مهرجان أفريقيا السينمائي الدولي ففازَ في ذاتِ المهرجان بجائزة أفضل فيلمٍ قصير.

## خلفية
يُعتبر فيلم عَرَّافَة هو الفيلم الأول للمخرج كلارنس بيترز. صُوِّرت معظم مشاهد هذا الفيلم القصير في مدينةِ لاغوس بإجمالي وقت تشغيلٍ بلغ 26 دقيقة وذلك في الثامن والعشرين من أيلول/سبتمبر 2015.

## طاقم التمثيل
- أيولا أيولولا في دور أولابود
- كونلي ريميس في دور إيميكا
- نانسي إيسيم في دور شيوما
- روزلين أفيجي في دور بولا
- سكارليت شوتيد في دور أبيودون

## الجوائز
| السنة | الجائزة                                | الفئة          | النتيجة |
| ----- | -------------------------------------- | -------------- | ------- |
| 2015  | مهرجان افريقيا السينمائي الدولي الخامس | أفضل فيلمٍ قصير | فوز     |